# Iino
Iino (飯野町;  Iino-machi?), manji japanski grad u prefekturi Fukushima u distriktu Dade. Prostire se na površini od 21.31 km². Grad je najpoznatiji po obližnjem muzeju ふれあい館 o neidentificiranim letećim objektima koji se nalazi na obližnjoj planini Senganmori, zbog čega je poznata kao japanski Roswell. Priča o NLO-ima je započela 70.-tih godina kada je jedna skupina mladića dvadesetih godina navodno vidjela NLO kako lebdi iznad bujnog krajolika oko Fukushime. Na planini navodno nije moguće koristiti kompas, kao da planina ima neko svoje posebno magnetsko polje.
Grad ima svega nekoliko tisuća stanovnika koji se bave agrikulturom. 1. srpnja 2008. pripojen je gradu Fukushima. 
- Rijeka Abukuma protječe između gradova Iino i Fukushima
- Japanska parna lokomotiva u Iinu, Fukushima, Japan
- Iino Dam Park

## Vanjske poveznice
- Fukushima official website (na japanskom)
- Mt. Senganmori Park (UFO)  Arhivirana inačica izvorne stranice od 19. veljače 2021. (Wayback Machine)